# Oliver Šarkić
Oliver Šarkić (in serbo Оливер Шаркић?; Grimsby, 23 luglio 1997) è un calciatore montenegrino, attaccante del Budućnost.

## Biografia
Nato in Inghilterra, a Grimsby, da un diplomatico montenegrino, aveva un fratello gemello, il defunto Matija, di ruolo portiere e un fratello di due anni più grande, Danilo. A sette anni si è trasferito a Bruxelles con la famiglia, dove ha iniziato a giocare a calcio.

## Carriera

### Club
Cresciuto calcisticamente nelle giovanili dell'Anderlecht, nel 2014 approda al settore giovanile del Benfica. L'anno successivo debutta con la seconda squadra, nell'incontro di Segunda Liga vinto per 3-2 contro il Porto B. Nel gennaio 2017 viene ceduto in prestito al Fafe fino al termine della stagione. L'8 settembre 2017 passa in prestito al Leeds United, che l'11 gennaio 2018 lo riscatta a titolo definitivo, firmando un contratto biennale. Non riuscendo a trovare spazio in squadra, nell'estate del 2018 viene ceduto in prestito al Barakaldo, formazione della terza divisione spagnola. Il 1º agosto 2019 viene acquistato a titolo definitivo dal Burton Albion. Dopo aver totalizzato 37 presenze e 5 reti con la maglia del Burton Albion, il 9 luglio 2020 firma con il Blackpool. A causa dello scarso impiego (solo 9 presenze in tutte le competizioni), il 1º febbraio 2021 viene prestato al Mansfield Town per il resto della stagione. Rientrato dal prestito, rimane fuori ai margini della rosa, così nel febbraio 2022, viene ceduto a titolo definitivo agli uzbeki del Paxtakor, con cui gioca 4 partite nella fase a gironi della AFC Champions League.
Nel 2024 passa al Budućnost con cui colleziona una presenza nei turni preliminari di UEFA Europa Conference League.

### Nazionale
Ha giocato nelle nazionali giovanili montenegrine Under-17, Under-19 ed Under-21.

## Statistiche

### Presenze e reti nei club
Statistiche aggiornate al 18 aprile 2022.
| Stagione         | Squadra          | Campionato       | Campionato | Campionato | Coppe nazionali | Coppe nazionali | Coppe nazionali | Coppe continentali | Coppe continentali | Coppe continentali | Altre coppe | Altre coppe | Altre coppe | Totale | Totale |
| Stagione         | Squadra          | Comp             | Pres       | Reti       | Comp            | Pres            | Reti            | Comp               | Pres               | Reti               | Comp        | Pres        | Reti        | Pres   | Reti   |
| ---------------- | ---------------- | ---------------- | ---------- | ---------- | --------------- | --------------- | --------------- | ------------------ | ------------------ | ------------------ | ----------- | ----------- | ----------- | ------ | ------ |
| gen.-mag. 2014   | Benfica B        | LdH              | 19         | 2          |                 | -               | -               |                    | -                  | -                  |             | -           | -           | 19     | 2      |
| 2014-2015        | Benfica B        | LdH              | 25         | 3          |                 | -               | -               |                    | -                  | -                  |             | -           | -           | 25     | 3      |
| Totale Benfica B | Totale Benfica B | Totale Benfica B | 44         | 5          |                 | -               | -               |                    | -                  | -                  |             | -           | -           | 44     | 5      |
| gen.-giu. 2017   | Fafe             | LdH              | 18         | 2          | CP+CdP          | -               | -               |                    | -                  | -                  |             | -           | -           | 18     | 2      |
| 2018-2019        | Barakaldo        | SDB              | 12         | 1          | CR              | 0               | 0               |                    | -                  | -                  |             | -           | -           | 12     | 1      |
| 2019-2020        | Burton Albion    | FL1              | 28         | 3          | FACup+CdL       | 2+4             | 1+1             |                    | -                  | -                  | FLT         | 3           | 0           | 37     | 5      |
| 2020-feb. 2021   | Blackpool        | FL1              | 5          | 0          | FACup+CdL       | 1+1             | 0               |                    | -                  | -                  | FLT         | 2           | 0           | 9      | 0      |
| feb.-mag. 2021   | Mansfield Town   | FL2              | 4          | 0          | FACup+CdL       | -               | -               |                    | -                  | -                  | FLT         | -           | -           | 4      | 0      |
| 2022             | Paxtakor         | OL               | 4          | 0          |                 | -               | -               | ACL                | 3                  | 1                  | SU          | 1           | 0           | 8      | 1      |
| Totale carriera  | Totale carriera  | Totale carriera  | 115        | 11         |                 | 8               | 2               |                    | 3                  | 1                  |             | 6           | 0           | 132    | 14     |

## Palmarès

### Club

#### Competizioni nazionali
- Supercoppa dell'Uzbekistan: 1

Paxtakor: 2022
- Campionato montenegrino: 2

Dečić: 2023-2024
Budućnost: 2024-2025